# شهرستان کالبرسن (تگزاس)

موقعیت شهرستان در ایالت تگزاس

کالبرسن یکی از شهرستان‌های ایالت تگزاس می‌باشد.
این شهرستان در غرب این ایالت است.
جمعیت این شهرستان در سال ۲۰۱۰ میلادی معادل ۲۳۹۸ نفر بود.